# Jeux du Canada d'hiver de 1983
Les Jeux du Canada d'hiver de 1983 sont des compétitions de sports d'hiver qui ont opposé les provinces et les territoires du Canada en 1983.
Les Jeux du Canada sont présentés tous les deux ans, en alternance l'hiver et l'été. En 1983, les jeux ont eu lieu dans la région du Saguenay–Lac-Saint-Jean au Québec du 17 février au 2 mars 1983.

## Tableau des médailles
| Province                  | Or | Argent | Bronze | Total | Classement |
| ------------------------- | -- | ------ | ------ | ----- | ---------- |
| Alberta                   | 7  | 13     | 10     | 30    | 5e         |
| Colombie-Britannique      | 14 | 16     | 20     | 50    | 3e         |
| Île du Prince-Édouard     | 1  | 2      | 2      | 5     | 9e         |
| Manitoba                  | 7  | 5      | 11     | 23    | 7e         |
| Nouveau-Brunswick         | 5  | 3      | 9      | 17    | 8e         |
| Nouvelle-Écosse           | 2  | 5      | 11     | 18    | 6e         |
| Ontario                   | 39 | 24     | 23     | 86    | 2e         |
| Québec                    | 33 | 38     | 27     | 98    | 1er        |
| Terre-Neuve-et-Labrador   | 0  | 1      | 3      | 4     | 10e        |
| Territoires du Nord-Ouest | 0  | 1      | 0      | 1     | 11e        |
| Saskatchewan              | 9  | 8      | 15     | 32    | 4e         |
| Yukon                     | 0  | 0      | 0      | 0     | 12e        |